# نادي النجم الأحمر
نادي النجم الأحمر لكرة القدم (بالفرنسية: Red Star Football Club؛ واختصارًا Red Star FC) نادي كرة قدم فرنسي ينشط في دوري الدرجة الثالثة الفرنسي. تأسس عام 1897 في العاصمة الفرنسية باريس ويقع مقره في بلدية سانت-وان-سير-سين الواقعة بسين سان دوني منذ 1909.
شهد النادي تغييرات جذرية كبيرة عبر تاريخه، حيث غُير اسمه مرات عديدة، واندمج مع عديد الأندية، أبرزهم نادي لويمبيك عام 1926 الذي كان غريمه التقليدي آنذاك والذي ورث ألوانه الخضراء، حيث كان يلعب قبل ذلك بقميص مخطط بالأزرق والأبيض. واندمج بعد ذلك مع أندية من بلدية اسنت-وان-سير-سين بعد الحرب العالمية الثانية.
تأسس النادي على يد جول ريميه الذي ترأس لاحقًا الاتحاد الفرنسي لكرة القدم ثم الاتحاد الدولي لكرة القدم (فيفا). يقيم النادي مبارياته على أرضه في ملعب باريس الواقع بسانت-وان، والأشهر باسم ملعب باور، وذلك منذ عام 1909. تُوج النادي بكأس فرنسا في خمس مناسبات ما بين عامي 1921 و1942 فارضًا بذلك نفسه كأحد أبرز النوادي الباريسية والفرنسية في فترة ما بين الحربين.
بدأت نتائج النادي تتذبذب بعد استحداث الاحترافية في فرنسا عام 1932. انضم النادي إلى البطولة الاحترافية الوطنية الجديدة ونقل مقره الباريسي في الدائرة السابعة في باريس بشكل نهائي إلى ملعب سانت-وان. وبعد اندماجٍ لم يدم طويلًا مع نادي فرنسا الباريسي في نهاية الأربعينيات، ظل النادي يتأرجح ما بين الدرجة الأولى والثانية حتى عام 1978 الذي حتَّم عليه فيه الإفلاس الرجوعَ إلى البطولة الإقليمية.
صعد النجم الأحمر مجددًا إلى دوري الدرجة الثانية في عام 1982 وأصبح رسميًّا ناديًّا احترافيًّا في عام 1992. وفي وقت كانت فيه إدارة النادي تمني النفس باتخاذ ملعب فرنسا أرضًا للنادي، بدأ مستوى أدائه مع بداية عقد 2000 يهبط هبوطًا ملحوظًا إلى أن انتهى به المطاف بالنزول مرة أخرى إلى الدرجة الإقليمية في عام 2003. ومنذ ذلك الوقت، بدأ النادي بصعود هرم كرة القدم الفرنسية تدريجيًّا إلى أن أدرك دوري الدرجة الثالثة الفرنسي في عام 2011، ثم بلغ دوري الدرجة الثانية في عام 2015.

## تاريخ النادي

### النجم الأحمر تحت قيادة جول ريميه (1897-1910)
عرفت فرنسا في تسعينيات القرن التاسع عشر اهتمامًا شعبيًّا كبيرًا وغيرَ مسبوق بالرياضة، التي نُظر إليها على أنها فرصة لتربية الشباب. ومن بين الرياضات التي اشتهرت في تلك الآونة، كانت رياضة كرة القدم تبدأ في الإعلان عن نفسها. وأسس اتحاد الجمعيات الفرنسية للرياضة والرياضيين في عام 1894 بطولةَ فرنسا لكرة القدم (1894 – 1914) التي كانت محصورة في بدايتها على النوادي الباريسية.
نشأ بالدائرة السابعة بباريس نادي غرو-كايو الرياضي ذو الصلة بالراديكاليين الاشتراكيين. فقرر الشاب جول ريميه وشقيق زوجته جان دو بيساك وجورج ديلافين، الذين لديهم مساع سياسية بالمنطقة، الرد على هذا التأسيس. فأسسوا بالتعاون مع معارف آخرين من بينهم شارل دو سانت-سير العضو السابق في نادي راسينغ دو فرانس، وإرنيست ويبير أحد مؤسسي النادي الفرنسي الذي كان أول ناد باريسي يديره فرنسيون، بالإضافة إلى موديست ريميه الأخ الأصغر لجول، بتاريخ 12 فبراير 1897، ناديهم متعدد الرياضات الذي سموه نادي النجم الأحمر الفرنسي. واختاروا المقهى الذي عقد فيه الاجتماع، بسترو فييرمي، الواقع عند تقاطع شارعي بوردوني وغرني، مقرًّا للنادي. وعُين موديست سكرتيرًا وجان دو بيساك رئيسًا للنادي. وخلفه جول بعد مدة قصيرة.
كانت بالنادي فروع لرياضات مختلفة إلى جانب كرة القدم، أبرزها ألعاب القوى وركوب الدراجات والمسايفة والمصارعة والرغبي. وقدم ملفه لاتحاد الجمعيات الفرنسية للرياضة والرياضيين بتاريخ 12 مارس 1897. وكان لزامًا على أعضاء النادي، الذي كان يقرب عددهم المائة عضو بعد استيعاب النجم الأحمر لنادٍ آخر هو اتحاد الضفة اليسارية، دفعُ فرنك فرنسي واحد كل شهر. سعى النادي إلى الوفاء بقيم مؤسسيه الإنسانية والمسيحية ففتح أبوابه أمام الشباب القادمين من عائلات فقيرة. كان قادة النادي متأثرين بحركة لو سيون السياسية التي أسسها مارك سانجيير والتي تهدف إلى تقريب الكاثوليكية من الجمهورية وذلك عن طريق منح العمال حركة بديلة عن الحركات اليسارية المادية والمعادية لرجال الدين.
كان ما يشد اهتمام جول ريميه في الرياضة هو أساسًا مميزاتها التربوية، وكان خارجَها مولعًا بالفنون متيمًا بها. ففتح قسمًا أدبيًّا وفنيًّا هدفه تعريف المنتسبين برياضات ألعاب القوى. فتميز النجم الأحمر بنجاحه منطقع النظير في ذلك الوقت في رياضات ركوب الدراجات وألعاب القوى، والتي كانت الرياضات الأبرز والأهم في تلك الحقبة. فسطع نجم رياضيين تابعين للنجم الأحمر كان من أبرزهم الدراج الفرنسي إميل جورجيت الذي فاز بمراحل عديدة من طواف فرنسا في عقد 1900 وكان أول من يفوز في مرتفع كول دو غاليبيه وذلك في عام 1911، وجورج كليمان الذي شارك في سباق الـ400 متر في الألعاب الأولمبية الصيفية لعام 1900.
أما نادي كرة القدم الذي يلعب فريقه بطقم مخطط بالكحلي والأبيض، فقد فشل في فرض نفسه بين الكبار في ذلك الوقت الذي هيمنت فيه مثل ستاندار أتلتيك كلوب ووايت روفرز والنادي الفرنسي على كرة القدم الباريسية. وانتسب فريق النادي الأول في عام 1898 في بطولة باريس للدرجة الثالثة التابعة لاتحاد الجمعيات الفرنسية للرياضة والرياضيين. وأقام مبارياته في ساحة شون دو مارس لكنه سرعان ما دُفع للمغادرة. فتحول إلى بلدة ميدون الواقعة قرابة 10 كيلومترات جنوب باريس والتي يصلها القطار من محطة لا غار دي زينفالد. ومرت سنوات على نادي كرة القدم بالنجم الأحمر دون أن يلقى من يسعفه، فقرر جون ريميه تكريسَ نفسه لهذا القسم. وصعد النادي إلى الدرجة الثانية في عام 1902 ثم الأولى في العام الموالي. أنهى النادي موسمه الأول بالدرجة الأولى في أسفل الترتيب. فتحتم عليه التغلب على نادي كلوب أتلتيك فرانسيه من الدرجة الثانية من أجل المحافظة على مكانه في الدرجة الأولى، لكنه فشل في ذلك. ونجح في الموسم الموالي في العودة للدرجة الأولى، قبل أن يهبط مجددًا في عام 1906، وكان ذلك الموسم الأخيرَ له في الدرجة الأولى من بطولة باريس.
في عام 1907، اتحد النجم الأتحد مع نادي آميكال لكرة القدم الواقع مقرُّه بشون دو مارس ليمسي اسمه ريد ستار آميكال كلوب أو نادي النجم الأحمر آميكال. وغادر ميدون منقلبًا إلى باريس حيث ظفر بموقع ملعبٍ قريب من محطة غرينيل (التي في محلها اليوم محطة بير حكيم) لم يتوان في تجهيزه. ورغم أن النادي كان آنذاك ينشط في الدرجة الثانية من بطولة باريس، إلا أن ذلك لم يحرمه من أن يُمثل في الألعاب الأولمبية الصيفية 1908 وذلك على يد اثنين من لاعبيه هما رينيه فينويير في فريق فرنسا أ وإيتيين مورييون في فريق فرنسا ب.
في عام 1909، باع مالِكو موقع محطة غرينيل ملكيتهم ما اضطر النادي إلى التحول إلى سانت-وان-سير-سين، وهي مدينة صناعية تقع شمال باريس بها مضمار فروسية معروف وتشتهر بسوقها للسلع المستعملة.ولم يقلق إدارةَ النادي وجودُ نادي كرة قدم آخر بسانت-وان (نادي لا جينيس آتلتيك دو سانت-وان) كون النادي يعتبر نفسه ناديًا باريسيًّا. وافتُتح ملعب النادي المسمى «ستاد دو باريس» أي «ملعب باريس»، الواقعُ بمقربة من المدينة، بتاريخ 24 أكتوبر 1909 بمباراةٍ بين النجم الأحمر وأولد ويست مينسترز الإنجليزي.
وكان رئيس النادي جول ريميه في تلك الآونة يشارك بنشاط في التغييرات الجذرية التي أجريت على مؤسسات كرة القدم الفرنسية آنذاك. وفي عام 1907، أُسست اللجنة الفدرالية الفرنسية (Comité français interfédéral) بهدف توحيد الاتحادات الفرنسية المختلفة المسيِّرة لأندية كرة القدم، إلا أن اتحاد الجمعيات الفرنسية للرياضة والرياضيين رفض الانخراط فيها. وبعد عام من هذا التأسيس، قرر اتحاد الجمعيات مغادرة الاتحاد الدولي لكرة القدم (فيفا) جراء خلافاتٍ مع أعضاء آخرين، وحلت محله بالفيفا اللجنة الفدرالية الفرنسية. كان جول ريميه قلقًا بشأن الانعزال الذي شهده اتحاد الجمعيات على المستوى الوطني والدولي عقب رحيله عن الفيفا، فأسس بتاريخ 27 أغسطس 1910 اتحاد الأندية الفرنسية (Ligue de football association) الذي جمع عدة أندية منشقة عن اتحاد الجمعيات من بينها النجم الأجمر، وتولى مهمة رئاسة الاتحاد. لاحظ ريميه أنه قد أصبح منذ فترةٍ بعيدًا عن الشؤون الحالية لنادي النجم الأحمر قليل الانشغال بها، كما أدرك أنه ليس بمقدوره تمثيل كامل أندية كرة القدم الفرنسية والاستمرار في ذات الوقت في رئاسة النجم الأحمر، فقرر التحني عن منصبه رئيسًا للنادي لدى تأسيسه اتحاد الأندية.

### حقبة النادي الذهبية (1910-1946)

#### أربع تتويجات بكأس فرنسا في زمن كرة القدم الهاوية (1910-1932)
ترك جول ريميه مقاليد الحكم لرجل الأعمال جان لاكوم الذي رافق سطوع نجم النادي وارتقاءه ليصبح أحد أقوى أندية كرة القدم بفرنسا. على عكس غالبية قادة أندية كرة القدم الفرنسية آنذاك، فإن لاكوم، كَريميه من قبله، لم يكن يعارض فكرة احترافية لاعبي كرة القدم، الأمر الذي كان غير مسموحٍ به آنذاك. وفي ظل نشأة ظاهرة «الهواية المارونية» (l'amateurisme marron)، وهو شكل من الاحتراف تدفع فيه النوادي بشكل غير قانوني رواتبَ للرياضيين الهواة، قام النادي باستدراج عدة لاعبين ذوي جودة عالية من الأندية الباريسية الأخرى، على رأسهم حارس المرمى بيير شايرغيس، والمدافع ألفريد جندرات، ولاعب الوسط أوجين نيكولاي، والمهاجمون أوجين مايس وجوليان فربرو وجوليان دو ريار، والذين كان معظمهم قد شارك مع المنتخب الفرنسي أو على وشك ذلك. وكان يشرف على الفريق مدربٌ مدفوع، رولاند ريشارد، الأمر الذي كان نادرًا في تلك الفترة، وفاز تحت قيادته قائد الفريق الأيقوني لوسيان غامبلين ورفاقه ببطولة اتحاد الأندية الفرنسية لعام 1912، إلا أنهم خسروا نهائي جائزة فرنسا في وقت لاحق، وهي منافسة كانت تجمع أبطال الاتحادات المختلفة التابعة للجنة الفدرالية الفرنسية. في موسم 1912–1913، تعاقد النجم الأحمر مع عدة لاعبين أجانب. وفي فاتح مايو 1913، استقبل النادي نادي توتنهام هوتسبير الإنجليزي في مباراة ودية معتبرة. أنهى النادي موسمي 1913 و1914 من بطولة الأندية الفرنسية في المركز الثاني. ووضعت الحرب العالمية الأولى فيما بعد حدًّا لأنشطة النادي الذي توفي عديد من لاعبيه على أرض المعركة.
وعادت كرة القدم بعد الحرب، وأُنشئت بقرار من هنري ديلوناي منافسةٌ وطنية سنوية في عام 1997 تحت مسمى كأس فرنسا. وشهدت نسختها الأولى غياب النجم الأحمر الذي كان حينها لم يستفق بعد من فترة الركود التي شهدتها كرة القدم بسبب الحرب. وفي عام 1918، استأنف النادي أنشطته وعاد إلى عادته القديمة بالتعاقد مع أفضل لاعبي الأندية الباريسية. في عام 1919، وبعد ألعاب [[قوات الحلفاء (الحرب العالمية الأولى)
الحلفاء]]، نجح غامبلين في إقناع الهداف الشاب بول نيكولاس، الذي كان يراه الكثيرون أكبر موهبة فرنسية في ذلك الوقت، بالانضمام إلى النجم الأحمر. وتوج النادي، في عام 1919، بآخر نسخة من بطولة الأندية الفرنسية. وفرض النادي نفسه كأقوى أندية فرنسا في بداية العشرينيات. تُوج النادي ببطولة شالانج دو لا رنوميه (1914–1919) في عام 1919، ومن ثم باثنتين من النسخ الخمس الأولى من « ديفيزيون 1 » التابعة لباريس، وهي منافسة إقليمية من تنظيم اتحاد باريس لكرة القدم حديثِ النشأة، وذلك في عامَي 1920 و1922 (حيث فاز في النهائي على نادي لوليمبك بثلاثية نظيفة).
وكان إنجازه الأكبر والأهم تتويجه بكأس فرنسا ثلاث مرات متتالية. في عام 1921، تفوق النجم الأحمر على راسينغ كولومب في نصف النهائي الذي أُقيم بملعب حديقة الأمراء وجمعه النهائي الذي أُقيم بتاريخ 24 أبريل 1921 في ملعب ستاد بيرشينغ في مدينة فانسن بغريمه اللدود لولمبيك. وكان الأداء غير المتوقع لحارس مرمى الفريق الشهير بيير شايرغيس العائدِ من إصابة طويلة العاملَ الفارق في فوز النجم الأحمر بالمباراة بنتيجة 2–1 بهدفَي روبير كلافيل ومارسيل نودين. ووصل الفريق إلى نهائي النسخة التالية من كأس فرنسا بعد تغلبه على ناديَي توركنواز وروان. وبتاريخ 7 مايو 1922، فاز النجم الأحمر في النهائي أمام ستاد رين بنتيجة هدفين نظيفين سجلهما بول نيكولاس وريموند سانتوبيري أمام مرأى من 25،000 متفرج. وأخيرًا، في موسم 1922–23، انتصر النجم الأحمر في نصف النهائي على لولمبيك، وفي النهائي الذي جمعه بنادي سيت، سجل الفريق أربعة أهداف خلال الدقائق العشرين الأولى، ليفوز بذلك بنتيجة 4–2 ويكون قد حقق ثلاثية تاريخية. وعلى الرغم من أن كرة القدم لم تكن قد أُضفيت عليها الصفة الاحترافية رسميًّا بعد، إلا أن مجموعة الفريق لم يكن بها إلا عامل واحد، يشتغل ميكانيكيًّا.
وأصبح النجم الأحمر آنذاك من الفرق القليلة التي جميع أعضائها فرنسيون، وكان عشرة من بينهم قد مثلوا منتخب فرنسا. وكان من أبرز هؤلاء القائد لوسيان غامبلين، الذي شارك في الحرب العالمية الأولى والذي أصبح صحفيًّا في وقت لاحق، وبول نيكولاس، الذي أصبح مدربًّا للمنتخب الفرنسي، وبيير شاريغيس، الذي شارك أيضًا في الحرب والذي أحدث ثورة في حراسة المرمى.

## الألقاب

### محلي
- الدوري الفرنسي الدرجة الثانية

البطل (2): 1933–34، 1938–39.
- الدوري الفرنسي الدرجة الثالثة

البطل (2): 2014–15، 2017–18.
- الدوري الفرنسي الدرجة الخامسة

البطل (1): 2006 (المجموعة الأولي)
- باريس إيل دو فرانس

البطل (4): 1920، 1922، 1924، 2005.
- كأس فرنسا

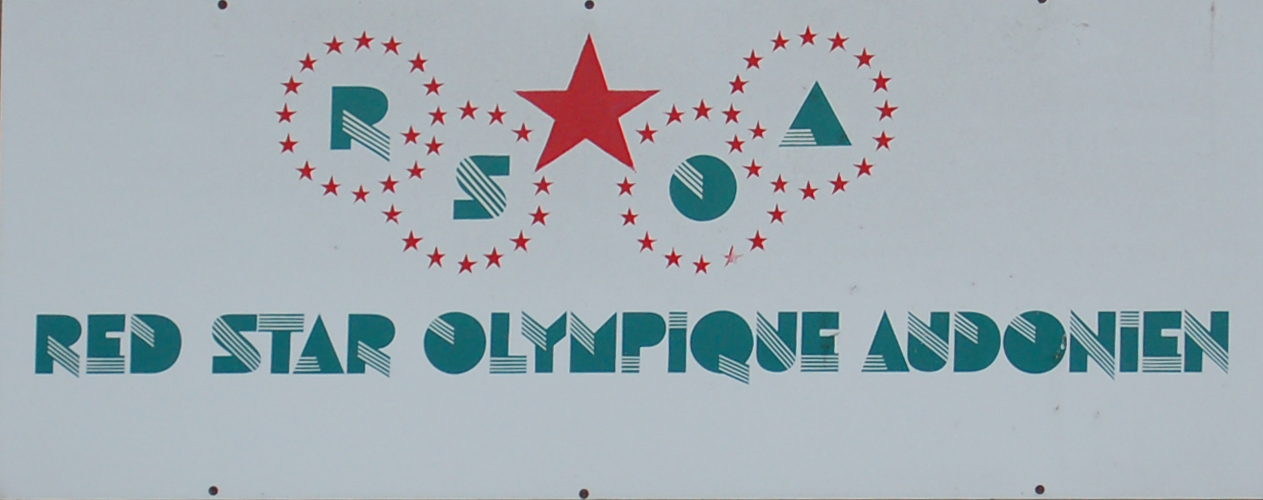
علامة النجمة الحمراء أمام ملعب بيور.

البطل (5): 1921، 1922، 1923، 1928، 1942.
وصيف (1): 1946.

### أخري
- بطولة اتحاد كرة القدم (LFA)

البطل (1): 1912.
- تحدي دي لا رينومي

البطل (1): 1919.
- دورة فرنسا

وصيف (1): 1912.

### دولية
- بطولة العام الجديد

البطل (2): 1921 (مشاركة)، 1923، 1924 (مشاركة).
- بطولة عيد الفصح

البطل (1): 1923.
الوصيف (2): 1922، 1929.
- بطولة باسكال

البطل (2): 1913، 1924.
- تحدي باريس الدولي

البطل: 1913.
- بطولة عيد العنصرة

الوصيف: 1927.